# Gewone kraterkorst
Gewone kraterkorst (Caloplaca obscurella) is een korstmossoort uit de familie Teloschistaceae. Hij groeit op een neutrale schors van allerlei loofbomen. Vaak op geeutrofieerde bomen. Ook komt hij voor op palen en houten hekwerk. Deze soort leeft in symbiose met de alg Pseudotrebouxia.

## Determinatie
Gewone kraterkorst is een korstvormig korstmos met een zeer dun thallus. De kleur is grijs tot doorzichtig vliesachtig. Hij is voorzien van ingezonken, uitgeholde, schelpachtige, ronde soralen. Deze zijn blauwgrijs tot groengrijs met een wit randje. Apotheciën zijn zelden aanwezig. Wanneer ze aanwezig zijn, zijn deze onopvallend, bruin en convex met een diameter van maximaal circa 0,3 mm.

## Verspreiding
In Nederland is gewone kraterkorst een vrij zeldzame soort. Hij is niet bedreigd en staat niet op de rode lijst en komt voor door het hele land en het minst vaak op de Veluwe, Flevoland en Noord-Brabant.